# كاباناتوان
كاباناتوان (بالإنجليزية: Cabanatuan) هي مدينة في الفلبين، تتبع نويفا إيسيا، بلغ عدد سكانها 302٬231  نسمة، في 1 أغسطس 2015، تبلغ مساحتها 192٫29 كيلومتر مربع، رمزها البريدي هو 3100.

## الموقع
تشترك في الحدود مع:
- Talavera, Nueva Ecija [الإنجليزية]‏
- Santa Rosa, Nueva Ecija [الإنجليزية]‏.

## المناخ
يظهر الجدول التالي التغييرات المناخية على مدار السنة لكاباناتوان:
| البيانات المناخية لـكاباناتوان    | البيانات المناخية لـكاباناتوان | البيانات المناخية لـكاباناتوان | البيانات المناخية لـكاباناتوان | البيانات المناخية لـكاباناتوان | البيانات المناخية لـكاباناتوان | البيانات المناخية لـكاباناتوان | البيانات المناخية لـكاباناتوان | البيانات المناخية لـكاباناتوان | البيانات المناخية لـكاباناتوان | البيانات المناخية لـكاباناتوان | البيانات المناخية لـكاباناتوان | البيانات المناخية لـكاباناتوان | البيانات المناخية لـكاباناتوان |
| الشهر                             | يناير                          | فبراير                         | مارس                           | أبريل                          | مايو                           | يونيو                          | يوليو                          | أغسطس                          | سبتمبر                         | أكتوبر                         | نوفمبر                         | ديسمبر                         | المعدل السنوي                  |
| --------------------------------- | ------------------------------ | ------------------------------ | ------------------------------ | ------------------------------ | ------------------------------ | ------------------------------ | ------------------------------ | ------------------------------ | ------------------------------ | ------------------------------ | ------------------------------ | ------------------------------ | ------------------------------ |
| الدرجة القصوى °م (°ف)             | 36.2 (97.2)                    | 38.1 (100.6)                   | 38.8 (101.8)                   | 39.9 (103.8)                   | 40.4 (104.7)                   | 38.5 (101.3)                   | 37.0 (98.6)                    | 36.0 (96.8)                    | 37.0 (98.6)                    | 37.1 (98.8)                    | 37.5 (99.5)                    | 36.5 (97.7)                    | 40.4 (104.7)                   |
| متوسط درجة الحرارة الكبرى °م (°ف) | 32.1 (89.8)                    | 32.8 (91.0)                    | 34.3 (93.7)                    | 36.0 (96.8)                    | 35.6 (96.1)                    | 34.3 (93.7)                    | 33.0 (91.4)                    | 32.3 (90.1)                    | 32.5 (90.5)                    | 32.9 (91.2)                    | 32.7 (90.9)                    | 32.0 (89.6)                    | 33.4 (92.1)                    |
| المتوسط اليومي °م (°ف)            | 26.4 (79.5)                    | 27.0 (80.6)                    | 28.2 (82.8)                    | 29.8 (85.6)                    | 30.0 (86.0)                    | 29.4 (84.9)                    | 28.5 (83.3)                    | 28.2 (82.8)                    | 28.2 (82.8)                    | 28.2 (82.8)                    | 27.7 (81.9)                    | 26.8 (80.2)                    | 28.2 (82.8)                    |
| متوسط درجة الحرارة الصغرى °م (°ف) | 20.6 (69.1)                    | 21.1 (70.0)                    | 22.1 (71.8)                    | 23.5 (74.3)                    | 24.4 (75.9)                    | 24.4 (75.9)                    | 24.1 (75.4)                    | 24.1 (75.4)                    | 23.9 (75.0)                    | 23.4 (74.1)                    | 22.6 (72.7)                    | 21.7 (71.1)                    | 23.0 (73.4)                    |
| أدنى درجة حرارة °م (°ف)           | 15.0 (59.0)                    | 15.0 (59.0)                    | 13.7 (56.7)                    | 15.8 (60.4)                    | 18.8 (65.8)                    | 19.9 (67.8)                    | 18.4 (65.1)                    | 19.0 (66.2)                    | 20.0 (68.0)                    | 18.6 (65.5)                    | 17.0 (62.6)                    | 15.1 (59.2)                    | 13.7 (56.7)                    |
| معدل هطول الأمطار مم (إنش)        | 16.9 (0.67)                    | 16.6 (0.65)                    | 18.4 (0.72)                    | 47.4 (1.87)                    | 179.1 (7.05)                   | 193.7 (7.63)                   | 371.1 (14.61)                  | 372.0 (14.65)                  | 320.4 (12.61)                  | 186.4 (7.34)                   | 90.0 (3.54)                    | 42.9 (1.69)                    | 1٬854٫9 (73.03)                |
| متوسط الأيام الممطرة (≥ 0.1 mm)   | 2                              | 2                              | 2                              | 4                              | 13                             | 16                             | 22                             | 24                             | 21                             | 12                             | 8                              | 5                              | 131                            |
| متوسط الرطوبة النسبية (%)         | 82                             | 80                             | 79                             | 77                             | 80                             | 86                             | 89                             | 91                             | 90                             | 87                             | 85                             | 82                             | 84                             |
| المصدر: PAGASA                    |                                |                                |                                |                                |                                |                                |                                |                                |                                |                                |                                |                                |                                |

## أعلام
- كاثرين برناردو
- مانويل تشوا
- أنطونيو باوتيستا